# آمریکا (۲۰۱۶) (کشتی)

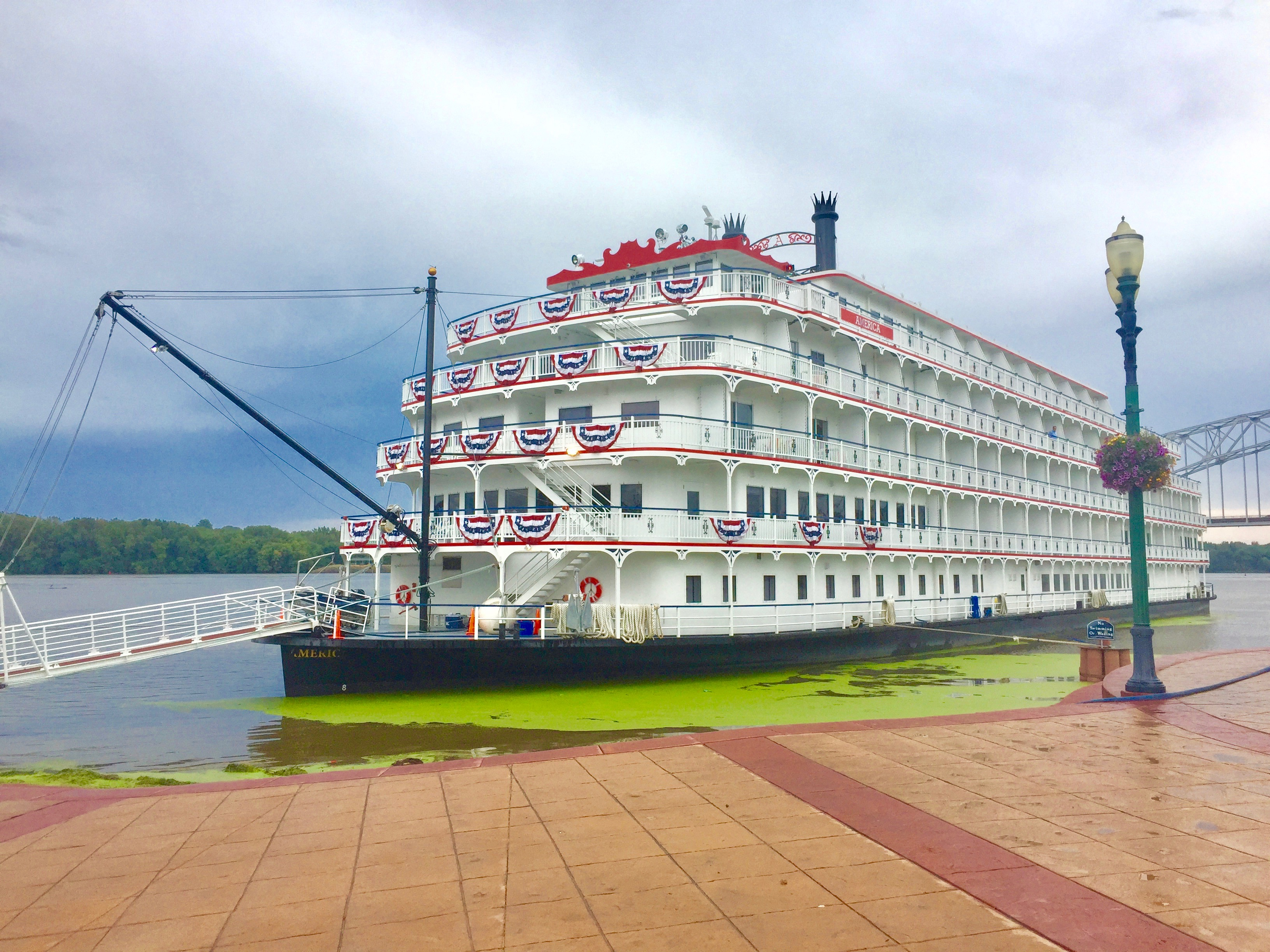

آمریکا (۲۰۱۶) (کشتی) (به انگلیسی: America (2016) (ship)) یک کشتی است. این کشتی در سال ۲۰۱۶ ساخته شد.